# Oxyoppia baliensis
Oxyoppia baliensis är en kvalsterart som först beskrevs av Hammer 1982.  Oxyoppia baliensis ingår i släktet Oxyoppia och familjen Oppiidae. Inga underarter finns listade i Catalogue of Life.